# دييغو غونزاليس توريس
دييغو غونزاليس توريس (بالإسبانية: Diego González Torres)‏ هو لاعب كرة قدم تشيلي في مركز الدفاع، ولد في 29 أبريل 1998 في رانكاغوا في تشيلي. لعب مع نادي أوهيجينس.

## وصلات خارجية
- دييغو غونزاليس توريس على موقع قاعدة بيانات كرة القدم.إي يو (الإنجليزية)
- دييغو غونزاليس توريس على موقع Soccerway.com (الإنجليزية)
- دييغو غونزاليس توريس على موقع AS.com (الإسبانية)